# Advisory Council on Youth

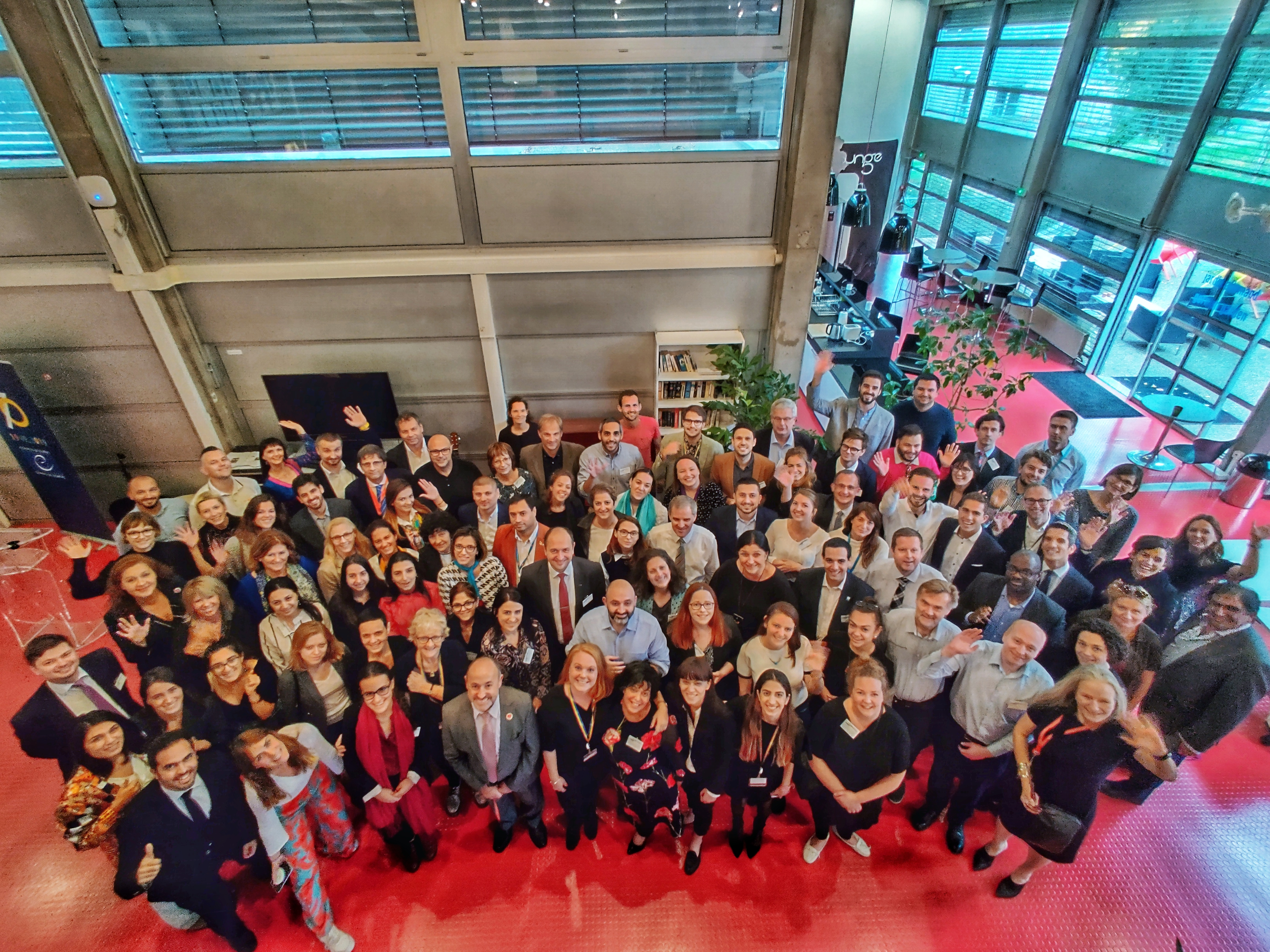
Das Joint Council on Youth bei seiner 41. Sitzung im Europäischen Jugendzentrum in Straßburg (2019)

Das Advisory Council on Youth (AC) – deutsch Beirat zu Jugendfragen, französisch Conseil Consultatif sur la Jeunesse (CCJ) – des Europarates ist ein nichtstaatliches Entscheidungsgremium von jungen Menschen. Es ist ein wesentlicher Bestandteil der einzigartigen Co-Management-Struktur des Europarates, die eine gleichberechtigte Teilhabe junger Menschen gewährleistet. Alle Entscheidungen im Jugendbereich werden von Vertretern der Jugendministerien der 50 Vertragsstaaten des Europäischen Kulturabkommens und von jungen Menschen, die im Advisory Council on Youth vertreten sind, gleichberechtigt und gemeinsam getroffen. Im Joint Council on Youth kommen beide Gruppen, das Avidsory Council on Youth und die Regierungsvertreter, die im European Steering Committee for Youth (CDEJ) organisiert sind, zusammen, wo sie gemeinsam das Ministerkomitee zu konkreten Empfehlungen für die Mitgliedsstaaten beraten, das Budget des Jugendsektors bestimmen und gemeinsame Aktivitäten planen.

## Geschichte
Mit der Gründung des Europäischen Jugendzentrums in Straßburg im Jahr 1973 und dem Europäischen Jugendwerks im Jahr 1973 wurde die Jugendbeteiligung und co-management von Jugendlichen zu einem zentralen Wert der Organisation. 1988 wurde mit einer Reform des Jugendsektors des Europarates, als Folgemaßnahme der 1. Jugendministerkonferenz in Straßburg im Jahr 1985, in der die Notwendigkeit betont wurde, die Beteiligung der Jugend grundsätzlich auf allen Ebenen der Gesellschaft zu fördern, das Advisory Committee to the European Youth Centre and the European Youth Foundation gleichzeitig mit dem European Steering Committee for Youth (CDEJ) eingerichtet. Die Abgeordneten der Minister ersetzten somit die Governing Boards von jungen nicht-Regierungsvertretern des Europäischen Jugendwerks und des Europäischen Jugendzentrums mit einer Einzelstruktur. Außerdem wurde diesem Advisory Committee gestattet, ein Mitglied als Beobachter zu den Treffen des CDEJ zu entsenden, und die beiden neu eingerichteten Gremien trafen sich ab diesem Zeitpunkt jährlich zu einer erweiterten Hauptversammlung.
Die Co-Management-Struktur in ihrer jetzigen Form, mit dem Advisory Council on Youth und dem Joint Council on Youth wurde 1998 vom Ministerkomitee des Europarates auf seiner 650. Tagung mit einer weiteren Reform des Jugendsektors des Europarates eingerichtet und ab dem 1. Januar 1999 umgesetzt. Zu Beginn wurde der Beirat auch Advisory Council of the European Youth Centre and European Youth Foundation sowie als Advisory Council on Youth Questions bezeichnet.
Zwischen 2003 und 2011 wurden die Mitglieder des Advisory Councils on Youth für ein Mandat von drei Jahren ernannt.

## Grundwerte
Neben Demokratie und Inklusion ist die Jugendbeteiligung der Grundwert der Co-Management-Struktur in der Jugendabteilung des Europarates, da sie in der Arbeit und Philosophie der Organisation gleichzeitig ein Ziel, ein Prinzip und eine Praxis ist. Die spezifische Aufgabe des Advisory Councils on Youth besteht darin, die Jugendpolitik in das Tätigkeitsprogramm des Europarates einzubeziehen, indem im Europarat Empfehlungen, Stellungnahmen und Vorschläge zu allgemeinen oder spezifischen Jugendfragen formuliert werden.
Thematisch trägt die Arbeit des Advisory Councils on Youth zu den Prioritäten des Jugendsektors des Europarates bei, nämlich Zugang für Jugendliche zu Menschenrechten, Jugendbeteiligung und integrative Gesellschaften sowie durch die Festlegung und Förderung von Standards und die Entwicklung von Empfehlungen und anderen Texten. Derzeit hat die Förderung der Umsetzung der jüngsten Empfehlungen zum Schutz der Jugendzivilgesellschaft und junger Menschen (2022), zu jungen Flüchtlingen (2019), zur Jugendarbeit (2017), zum Zugang zu Rechten (2016) und zum Zugang zu sozialen Rechten (2015) eine Priorität.
Die einzigartige partizipative Co-management-Struktur im Jugendbereich wurde 2019 im Rahmen einer Zeremonie am Rande der 141. Versammlung der Interparlamentarischen Union in Belgrad mit dem Future Policy Award in Bronze ausgezeichnet.

## Arbeitsweise

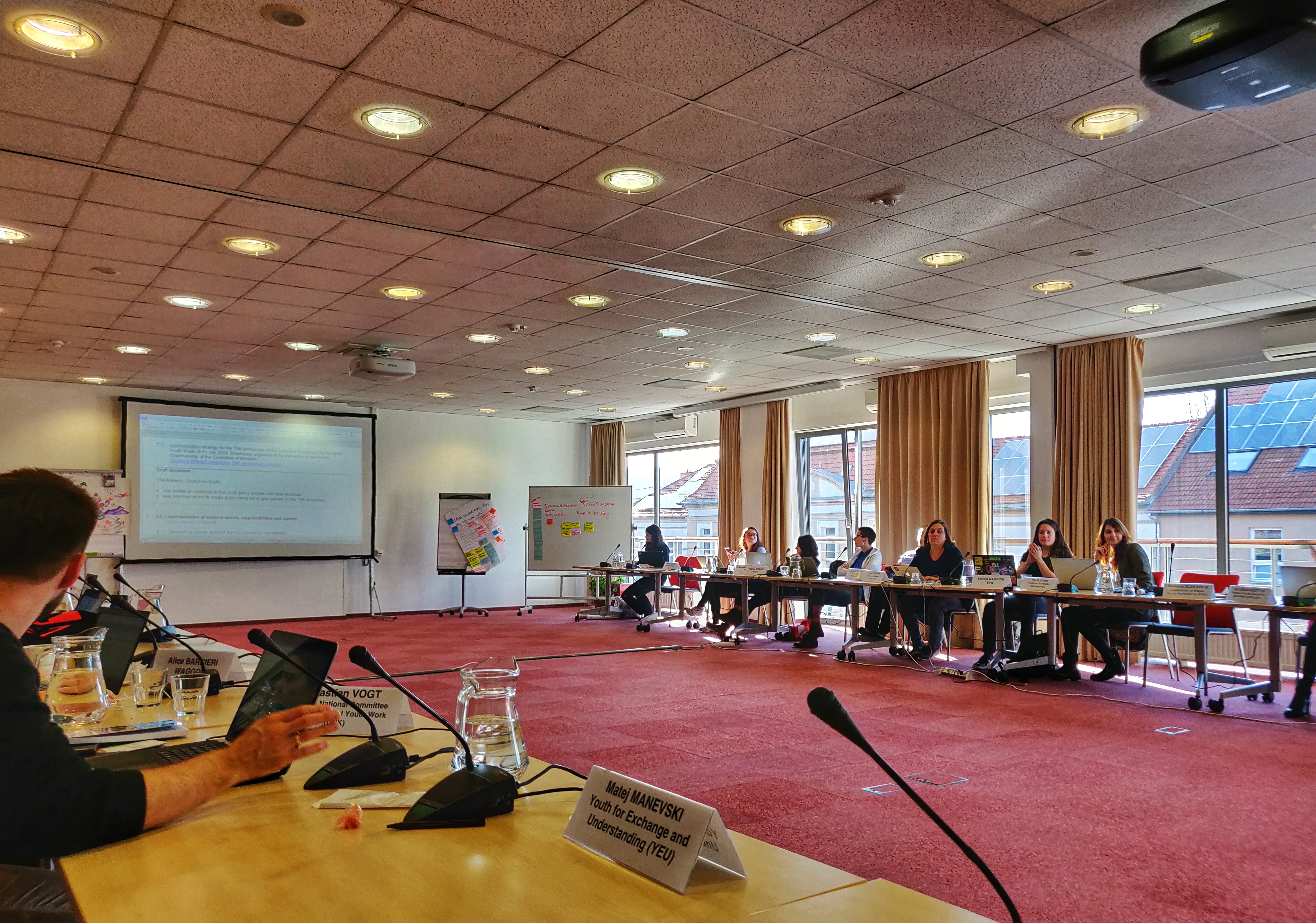
Das Advisory Council on Youth bei seiner 41. Sitzung im Europäischen Jugendzentrum in Budapest (2019)

Der Beirat zu Jugendfragen besteht aus insgesamt 30 jungen Vertretern, die vom Ministerkomitee des Europarates für ein zweijähriges Mandat ernannt werden, darunter sind 13 junge Menschen internationaler nichtstaatlicher Jugendverbände (INGYOs) und sieben Vertreter von nationalen Jugendvertretungen, die auf Vorschlag des Europäischen Jugendforums ernannt werden, sowie zehn Mitglieder von nichtstaatlichen nationalen oder regionalen Jugendverbänden oder -netzwerken, die auf Vorschlag des Generalsekretärs des Europarates ernannt werden. Die 20 Vertreter des Europäischen Jugendforums werden zuvor von seinen Mitgliedsorganisationen demokratisch gewählt, üblicherweise bei ihrem Council of Members (COMEM) im Frühling in Brüssel.
Das Advisory Council on Youth  hält jedes Jahr zwei Sitzungen ab, normalerweise eine im Frühjahr im Europäischen Jugendzentrum in Budapest und eine im Herbst im Europäischen Jugendzentrum in Straßburg.
Das Programming Committee on Youth (CPJ), das sich aus jeweils acht Mitgliedern des CDEJs und des ACs zusammensetzt, erstellt, überwacht und bewertet die Programme der Europäischen Jugendzentren und des Europäischen Jugendwerks (EYF) Es trifft die Entscheidungen über alle beim EYF eingereichten Anträge sowie über die in Zusammenarbeit mit den Europäischen Jugendzentren die organisierten Weiterbildungen im Jugendbereich.
Bei der ersten Sitzung jedes zweijährigen Mandats wählt das Advisory Council on Youth aus seinen Mitgliedern das sogenannte Bureau, die politische Führung das aus einem Vorsitzenden, einem stellvertretenden Vorsitzenden und drei weiteren Mitgliedern besteht.

### Vorsitzende
| Datum     | Vorsitzende      | Herkunft       | Nominiert durch                                                         |
| --------- | ---------------- | -------------- | ----------------------------------------------------------------------- |
| 2024–2026 | Nina Grmuša      | Serbien        | European Federation for Intercultural Learning (EFIL)                   |
| 2022–2023 | Spyros Papadatos | Griechenland   | Association des Etats Généraux des Etudiants de l’Europe (AEGEE-Europe) |
| 2020–2021 | Andrea Ugrinoska | Nordmazedonien | International Federation of Liberal Youth (IFLRY)                       |
| 2018–2019 | Anja Olin Pape   | Schweden       | Landsrådet för Sveriges ungdomsorganisationer (LSU)                     |
| 2016–2017 | Marko Grdosić    | Kroatien       | Association des Etats Généraux des Etudiants de l’Europe (AEGEE-Europe) |
| 2014–2015 | Paulo Pinheiro   | Portugal       | Conselho Nacional de Juventude (CNJ)                                    |
| 2012–2013 | Maria Paschou    | Griechenland   | Griechische Jugendvertretung (ESYN)                                     |
| 2009–2011 | Antonia Wulff    | Finnland       | Organising Bureau of European School Student Unions (OBESSU)            |
| 2008      | Georg Boldt      | Finnland       | Organising Bureau of European School Student Unions (OBESSU)            |
| 2006–2007 | Giuseppe Porcaro | Italien        | World Organization of the Scout Movement (WOSM)                         |
| 2005      | Giuseppe Porcaro | Italien        | World Organization of the Scout Movement (WOSM)                         |
| 2003–2004 | Lasse Thue       | Norwegen       | Landsrådet for Norske barne- og ungdomsorganisasjoner (LNU)             |
| 2001–2002 | Guillaume Legaut | Frankreich     | World Organization of the Scout Movement (WOSM)                         |
| 1999–2000 | Guillaume Legaut | Frankreich     | World Organization of the Scout Movement (WOSM)                         |